# Julia Taubitz
Julia Taubitz (Annaberg-Buchholz, 1 de marzo de 1996) es una deportista alemana que compite en luge en la modalidad individual.
Ganó quince medallas en el Campeonato Mundial de Luge entre los años 2019 y 2025, y cinco medallas en el Campeonato Europeo de Luge entre los años 2020 y 2025.
Participó en los Juegos Olímpicos de Pekín 2022, ocupando el séptimo lugar en la prueba individual.

## Palmarés internacional
| Campeonato Mundial | Campeonato Mundial    | Campeonato Mundial | Campeonato Mundial     |
| Año                | Lugar                 | Medalla            | Prueba                 |
| ------------------ | --------------------- | ------------------ | ---------------------- |
| 2019               | Winterberg (Alemania) | Medalla de plata   | Individual             |
| 2019               | Winterberg (Alemania) | Medalla de plata   | Individual (velocidad) |
| 2020               | Sochi (Rusia)         | Medalla de oro     | Equipo                 |
| 2020               | Sochi (Rusia)         | Medalla de plata   | Individual             |
| 2021               | Königssee (Alemania)  | Medalla de oro     | Individual             |
| 2021               | Königssee (Alemania)  | Medalla de oro     | Individual (velocidad) |
| 2021               | Königssee (Alemania)  | Medalla de plata   | Equipo                 |
| 2023               | Oberhof (Alemania)    | Medalla de plata   | Individual             |
| 2023               | Oberhof (Alemania)    | Medalla de plata   | Individual (velocidad) |
| 2024               | Altenberg (Alemania)  | Medalla de oro     | Individual (velocidad) |
| 2024               | Altenberg (Alemania)  | Medalla de oro     | Equipo                 |
| 2024               | Altenberg (Alemania)  | Medalla de plata   | Individual             |
| 2025               | Whistler (Canadá)     | Medalla de oro     | Individual             |
| 2025               | Whistler (Canadá)     | Medalla de oro     | Individual mixto       |
| 2025               | Whistler (Canadá)     | Medalla de oro     | Equipo                 |
| Campeonato Europeo |                       |                    |                        |
| Año                | Lugar                 | Medalla            | Prueba                 |
| 2020               | Lillehammer (Noruega) | Medalla de plata   | Individual             |
| 2024               | Igls (Austria)        | Medalla de plata   | Individual             |
| 2024               | Igls (Austria)        | Medalla de plata   | Equipo                 |
| 2025               | Winterberg (Alemania) | Medalla de oro     | Individual             |
| 2025               | Winterberg (Alemania) | Medalla de plata   | Equipo                 |